# 錫米特利市鎮

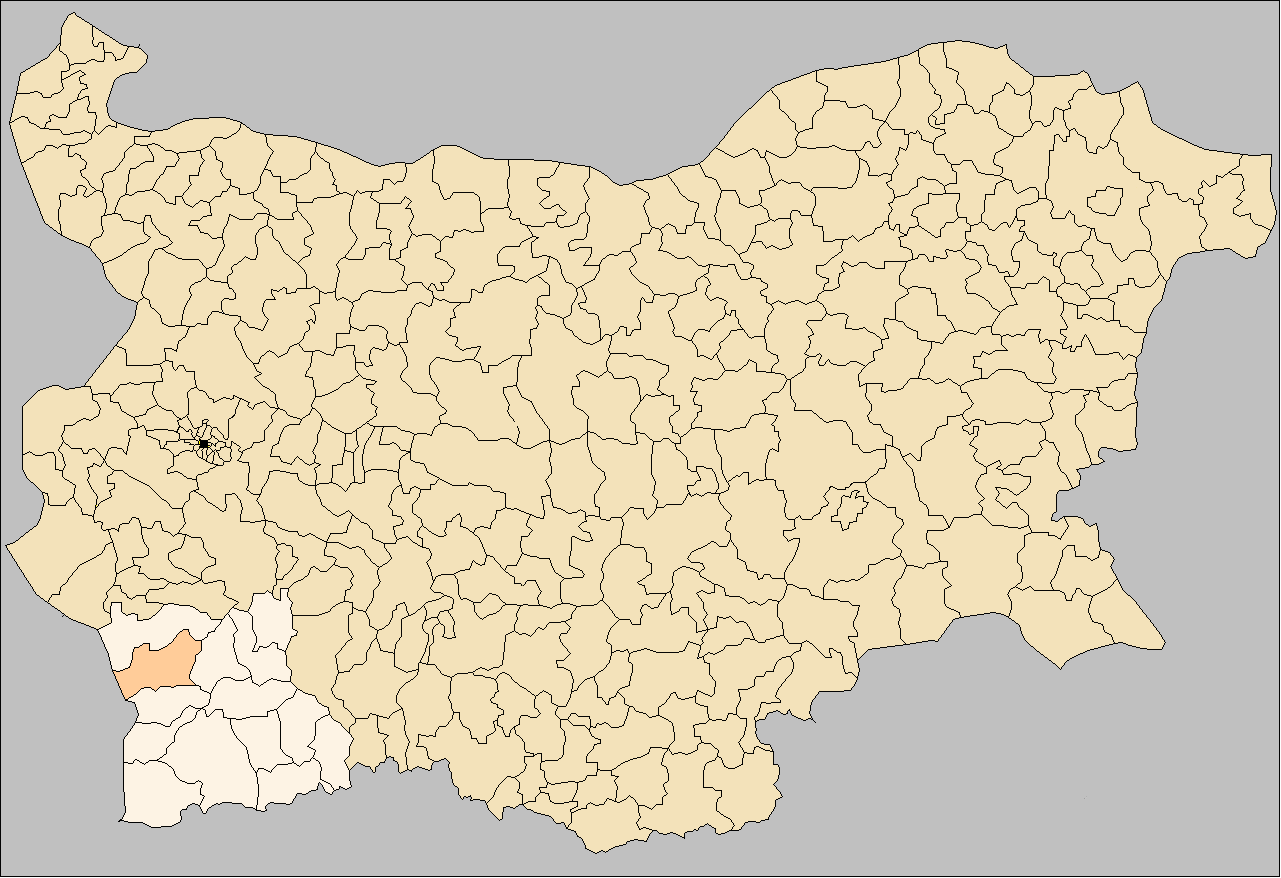

錫米特利市鎮，是保加利亞西南部布拉戈耶夫格勒州的市鎮，行政中心为錫米特利，面積529平方公里，2008年人口15,437，人口密度每平方公里29.18人。
41°54′N 23°7′E / 41.900°N 23.117°E